# Utriculofera macroplaga
Utriculofera macroplaga là một loài bướm đêm thuộc phân họ Arctiinae, họ Erebidae.